# Odorrana swinhoana
Odorrana swinhoana là một loài ếch trong họ Ranidae. Chúng là loài đặc hữu của Đài Loan.
Các môi trường sống tự nhiên của chúng là các khu rừng ẩm ướt đất thấp nhiệt đới hoặc cận nhiệt đới, rừng mây ẩm nhiệt đới và cận nhiệt đới, và sông.
Nó không được xem là bị đe dọa theo LBTQ.